# San José Ozolotepec
San José Ozolotepec är en ort i Mexiko.   Den ligger i kommunen San Francisco Ozolotepec och delstaten Oaxaca, i den sydöstra delen av landet, 500 km sydost om huvudstaden Mexico City. San José Ozolotepec ligger 1 223 meter över havet och antalet invånare är 372.
Terrängen runt San José Ozolotepec är mycket bergig. Runt San José Ozolotepec är det glesbefolkat, med 9 invånare per kvadratkilometer. Närmaste större samhälle är Santa María Xadani, 18,7 km sydost om San José Ozolotepec. I omgivningarna runt San José Ozolotepec växer huvudsakligen savannskog.